# NSC 5412/2
L'NSC 5412/2, spesso chiamato "Gruppo speciale" o 54/12 Group, e che ha cambiato nome nel Giugno del 1964 in 303 Committee era un sottocomitato segreto istituito dal Consiglio per la Sicurezza Nazionale, (United States National Security Council). La gestione dei coordinamenti presenti e futuri riguardanti il governo era nelle mani di questo gruppo. Il "Gruppo 54/12" fu reso noto il 28 dicembre 1954, fu dichiarato inoltre, che la responsabilità della coordinazione di azioni segrete e operazioni sotto copertura di segreto erano gestite da un ministro, dal segretario della Difesa e, a capo di tutti, dal Presidente.
La Biblioteca di Eisenhower è in possesso di una notevole quantità di documentazione relativa alla storia dello spionaggio. Questo materiale si riferisce principalmente alla Seconda guerra mondiale, al periodo susseguente e al periodo della presidenza Eisenhower. La disponibilità di fonti primarie relative allo spionaggio varia, a seconda dell'età e dell'argomento trattato. La sicurezza continua ad essere uno dei principali ostacoli alla ricerca su molti aspetti dello spionaggio, in particolare sui dettagli operativi dei paesi coinvolti o dei dati su tecniche di raccolta specifici. 
La federazione americana degli scienziati, istituita da Eisenhower, non mostra nella lista delle organizzazioni l'NSC 5412/2. Tuttavia nella biblioteca di Eisehower un documento che riporta l'elenco di relazioni con lo spionaggio, mostra nella lista delle organizzazioni un gruppo di operazioni segrete NSC 5412 (Covert Operations). 
.
- Il documento della Casa Bianca, Ufficio dell'Assistente Speciale per gli Affari di Sicurezza Nazionale, NSC Series, sottoserie lettere di politica, Box 10, cartella di file: "NSC 5412 - Covert Operations " contiene la prima direttiva NSC 5412 sulle operazioni segrete più correlato un memorandum tra cui protocolli per quanto riguarda il retroterra storico del NSC 5412.

Porzioni di questi file rimangono per sicurezza segreti .
- Il documento della Casa Bianca Ufficio di Assistente Speciale per gli Affari di Sicurezza Nazionale, Serie di assistente speciale, sottoserie presidenziali, Box 2, cartelle di file: "Carte del Presidente

1955" contiene revisioni di NSC 5412 che sono state emesse NSC 5412/1 e 5412/2.
- Il documento della Casa Bianca Ufficio di Assistente Speciale per gli Affari di Sicurezza Nazionale, Serie di assistente speciale , sottoserie presidenziali, Box 3-5, cartelle di file: dal titolo "Incontri con il Presidente." Queste cartelle contengono memorandum di conversazioni tra il presidente Eisenhower e l'Assistente Speciale per gli Affari di Sicurezza Nazionale, Gordon Gray. Gordon Gray discusso argomenti dell'NSC 5412 e di altre questioni di spionaggio con il Presidente. Queste cartelle di file costituiscono una fonte importante di informazioni sui programmi di spionaggio dell'amministrazione di Eisenhower Administration. Porzioni rimangono sicurezza classificati.

I documenti dell'attività del NSC 5412 si trovano nella biblioteca di Eisenhower nei documenti dell'Ufficio della Casa Bianca (White House Office) , 
I documenti di una riunione dell'NSC 5412/2, avvenuta il 17 febbraio 1960, riguardanti azioni segrete contro Cuba, non sono stati trovati.
Finalmente la Commissione Church dice che la responsabilità di questo gruppo cade sotto la direzione della CIA 
Nell'archivio della CIA si fa cenno al NSC 5412 come il gruppo che si occupa della Guerra Fredda e dell'ingerenza degli Stati Uniti nella politica dell'Indonesia e in quella di Cuba.
Nell'archivio della libreria di Eisenhower vi è un documento dell'"U.S. National Security Council Presidential Records", nel quale si parla delle minute dell'incontro speciale del NSC 5412 del Programma per un'azione segreta contro il regime di Castro (Program of Covert Action against the Castro Regime), riguardante lo sbarco nella baia dei Porci per preparare l'invasione di Cuba 
è presente una lista dei membri partecipanti a questi programmi; seguono i principali responsabili:
- Allen Welsh Dulles, direttore della CIA nel 1960;
- Gordon Gray, consigliere per la sicurezza nazionale;
- Andrew Goodpaster, generale dell'esercito degli Stati Uniti;
- James Douglas, segretario della Difesa;
- Livingston T. Merchant, sotto-ministro degli affari politici.[11]